# III liga polska w piłce nożnej (2006/2007)
III liga (2006/2007) - 44. edycja rozgrywek trzeciego poziomu rozgrywkowego w Polsce. Rozgrywki toczone były w 4 grupach regionalnych, a w każdej z nich znalazło się po 16 drużyn. Każdą z grup opiekował się inny regionalny Związek Piłki Nożnej. Mistrzowie uzyskiwali bezpośredni awans do II ligi na sezon 2007/2008, natomiast wicemistrzowie brali udział w barażach o awans. Najsłabsze drużyny były relegowane do IV ligi.

## Grupa I

### Drużyny
Grupa I obejmuje drużyny z województw:
- łódzkiego;
- mazowieckiego;
- podlaskiego;
- warmińsko-mazurskiego.

W sezonie 2006/2007 za rozgrywki toczące się w tej grupie odpowiedzialny był Warmińsko-Mazurski Związek Piłki Nożnej.
| Uczestnicy poprzedniej edycji                                                                                 | Uczestnicy poprzedniej edycji  | Uczestnicy poprzedniej edycji | Uczestnicy poprzedniej edycji |
| --- | ------------------------------ | ----------------------------- | ----------------------------- |
| PEL | Pelikan Łowicz                 | 21                            |                               |
| GRÓ | Mazowsze Grójec                | 3                             |                               |
| RWM | Ruch Wysokie Mazowieckie       | 4                             |                               |
| ZNI | Znicz Pruszków                 | 5                             |                               |
| STA | Stal Głowno                    | 6                             |                               |
| KOZ | MG MZKS Kozienice              | 73                            |                               |
| PAR | KS Paradyż                     | 8                             |                               |
| WIG | Wigry Suwałki                  | 9                             |                               |
| STR | Unia Skierniewice              | 103                           |                               |
| Spadek z II ligi 2005/2006                                                                                    |                                |                               |                               |
| RAD | Radomiak Radom                 | 142                           |                               |
| ŚWI | Świt Nowy Dwór Mazowiecki      | 16                            |                               |
| DRW | Drwęca Nowe Miasto Lubawskie   | 18                            |                               |
| Awans z IV ligi 2005/2006                                                                                     |                                |                               |                               |
| grupa łódzka                                                                                                  |                                |                               |                               |
| CON | Concordia Piotrków Trybunalski | 1                             |                               |
| grupa mazowiecka                                                                                              |                                |                               |                               |
| PUŁ | Nadnarwianka Pułtusk           | 1                             |                               |
| grupa podlaska                                                                                                |                                |                               |                               |
| WAR | Warmia Grajewo                 | 1                             |                               |
| grupa warmińsko-mazurska                                                                                      |                                |                               |                               |
| ELB | Olimpia Elbląg                 | 1                             |                               |
| Oznaczenia: - kolumna pierwsza – skróty nazw drużyn, - kolumna trzecia – miejsce zajęte w poprzednim sezonie. |                                |                               |                               |

Objaśnienia:
1. Pelikan Łowicz przegrał baraże o awans do II ligi z Podbeskidziem Bielsko-Biała.
2. Radomiak Radom przegrał baraże o utrzymanie w II lidze z Odrą Opole.
3. MG MZKS Kozienice i Unia Skierniewice wycofali się po rundzie jesiennej.

### Tabela końcowa
| Lp. | Drużyna                        | M  | Z  | R  | P  | Bramki | Bramki | Różn. | Pkt | Uwagi             | Bezpośrednio                |
| --- | ------------------------------ | -- | -- | -- | -- | ------ | ------ | ----- | --- | ----------------- | --------------------------- |
| 1   | Znicz Pruszków (M) (A)         | 30 | 22 | 3  | 5  | 67     | 14     | +53   | 69  | Awans do II ligi  |                             |
| 2   | Pelikan Łowicz (B)             | 30 | 15 | 11 | 4  | 45     | 27     | +18   | 56  | Baraże o II ligę  |                             |
| 3   | Concordia Piotrków Trybunalski | 30 | 16 | 5  | 9  | 46     | 33     | +13   | 53  |                   |                             |
| 4   | Świt Nowy Dwór Mazowiecki2     | 30 | 15 | 11 | 4  | 46     | 21     | +25   | 51  |                   |                             |
| 5   | KS Paradyż4                    | 30 | 15 | 4  | 11 | 39     | 32     | +7    | 49  | Drużyna wycofana  |                             |
| 6   | Ruch Wysokie Mazowieckie       | 30 | 12 | 12 | 6  | 37     | 25     | +12   | 48  |                   | RWM – RAD 1:0 RAD – RWM 1:1 |
| 7   | Radomiak Radom4                | 30 | 14 | 8  | 8  | 41     | 28     | +13   | 48  |                   | RWM – RAD 1:0 RAD – RWM 1:1 |
| 8   | Stal Głowno                    | 30 | 11 | 11 | 8  | 33     | 33     | 0     | 44  |                   |                             |
| 9   | Mazowsze Grójec                | 30 | 11 | 7  | 12 | 40     | 42     | −2    | 40  |                   |                             |
| 10  | Olimpia Elbląg                 | 30 | 9  | 10 | 11 | 39     | 38     | +1    | 37  |                   |                             |
| 11  | Drwęca Nowe Miasto Lubawskie   | 30 | 10 | 6  | 14 | 35     | 42     | −7    | 36  |                   |                             |
| 12  | Wigry Suwałki                  | 30 | 9  | 7  | 14 | 35     | 39     | −4    | 34  |                   |                             |
| 13  | Nadnarwianka Pułtusk           | 30 | 6  | 10 | 14 | 26     | 36     | −10   | 28  |                   |                             |
| 14  | Warmia Grajewo                 | 30 | 6  | 5  | 19 | 29     | 50     | −21   | 23  |                   |                             |
| 15  | Unia Skierniewice3 (S)         | 30 | 8  | 4  | 18 | 15     | 56     | −41   | 28  | Spadek do IV ligi |                             |
| -   | MG MZKS Kozienice1,3           | 30 | 1  | 4  | 25 | 8      | 71     | −63   | 4   | Drużyna wycofana  |                             |

* Czołówka strzelców: 15 goli - Robert Lewandowski (Znicz Pruszków),
14 goli - Piotr Bajera (Świt Nowy Dwór Mazowiecki),
13 goli - Piotr Ruszkul (Olimpia Elbląg),
12 goli - Mariusz Solecki (Mazowsze Grójec),
11 goli - Mariusz Rembowski (Nadnarwianka Pułtusk) i Witold Sowała (Concordia Piotrków Trybunalski),
10 goli - Bartosz Wiśniewski (Znicz Pruszków).

### Baraże o II ligę
| 24 czerwca 2007 | Pelikan Łowicz     | 2:0   | Kmita Zabierzów |                                                                          |
| 17:30           | Kowalczyk 20', 50' | (1:0) |                 | Łowicz, Stadion Pelikana Widzów: 1 500 Sędzia: Jacek Walczyński (Lublin) |

| 27 czerwca 2007 | Kmita Zabierzów                               | 3:2   | Pelikan Łowicz                   |                                                                                     |
| 17:30           | Gawęcki 32' · Zawadzki 60' (k) · Pokrywka 80' | (1:1) | Kowalczyk 34' · Wyszogrodzki 90' | Zabierzów, Gminny Stadion Sportowy Widzów: 1 400 Sędzia: Bartosz Środecki (Wrocław) |

Zwycięzca: Pelikan Łowicz

## Grupa II

### Drużyny
Grupa II obejmuje drużyny z województw:
- kujawsko-pomorskiego;
- pomorskiego;
- wielkopolskiego;
- zachodniopomorskiego.

W sezonie 2006/2007 za rozgrywki toczące się w tej grupie odpowiedzialny był Wielkopolski Związek Piłki Nożnej.
| Uczestnicy poprzedniej edycji                                                                                 | Uczestnicy poprzedniej edycji | Uczestnicy poprzedniej edycji | Uczestnicy poprzedniej edycji |
| --- | ----------------------------- | ----------------------------- | ----------------------------- |
| GOS | Kania Gostyń                  | 1                             |                               |
| TOR | Toruński KP                   | 3                             |                               |
| AM2 | Amica II Wronki               | 4                             |                               |
| ZDR | Zdrój Ciechocinek             | 5                             |                               |
| MGN | Mieszko Gniezno               | 6                             |                               |
| TUR | Tur Turek                     | 7                             |                               |
| KAS | Kaszubia Kościerzyna          | 8                             |                               |
| WAR | Warta Poznań                  | 9                             |                               |
| KPP | KP Police                     | 10                            |                               |
| KOT | Kotwica Kołobrzeg             | 11                            |                               |
| CAR | Cartusia Kartuzy              | 12                            |                               |
| LP2 | Lech II Poznań                | 13                            |                               |
| Awans z IV ligi 2005/2006                                                                                     |                               |                               |                               |
| grupa kujawsko-pomorska                                                                                       |                               |                               |                               |
| VKO | Victoria Koronowo             | 1                             |                               |
| grupa pomorska                                                                                                |                               |                               |                               |
| ROD | Rodło Kwidzyn                 | 1                             |                               |
| grupa wielkopolska południowa                                                                                 |                               |                               |                               |
| JAR | Jarota Jarocin                | 12                            |                               |
| grupa zachodniopomorska                                                                                       |                               |                               |                               |
| RMT | Rega-Merida Trzebiatów        | 1                             |                               |
| Oznaczenia: - kolumna pierwsza – skróty nazw drużyn, - kolumna trzecia – miejsce zajęte w poprzednim sezonie. |                               |                               |                               |

Objaśnienia:
1. Kania Gostyń zrezygnowała z awansu do II ligi.
2. Jarota Jarocin wygrała baraże o awans do III ligi z Nielbą Wągrowiec.

### Tabela końcowa
| Lp. | Drużyna                | M  | Z  | R  | P  | Bramki | Bramki | Różn. | Pkt | Uwagi                       | Bezpośrednio |
| --- | ---------------------- | -- | -- | -- | -- | ------ | ------ | ----- | --- | --------------------------- | ------------ |
| 1   | Tur Turek (M) (A)      | 30 | 14 | 12 | 4  | 38     | 21     | +17   | 54  | Awans do II ligi            |              |
| 2   | Warta Poznań (B)       | 30 | 15 | 5  | 10 | 48     | 28     | +20   | 50  | Baraże o II ligę            |              |
| 3   | Jarota Jarocin         | 30 | 14 | 7  | 9  | 50     | 39     | +11   | 49  |                             |              |
| 4   | Toruński KP            | 30 | 13 | 8  | 9  | 41     | 29     | +12   | 47  | TKP – KAS 0:1 KAS – TKP 0:2 |              |
| 5   | Kaszubia Kościerzyna   | 30 | 14 | 5  | 11 | 30     | 33     | −3    | 47  | TKP – KAS 0:1 KAS – TKP 0:2 |              |
| 6   | Victoria Koronowo      | 30 | 14 | 2  | 14 | 45     | 53     | −8    | 44  | VKO – CAR 3:1 CAR – VKO 0:1 |              |
| 7   | Cartusia Kartuzy       | 30 | 12 | 8  | 10 | 32     | 37     | −5    | 44  | VKO – CAR 3:1 CAR – VKO 0:1 |              |
| 8   | Mieszko Gniezno        | 30 | 11 | 10 | 9  | 39     | 30     | +9    | 43  |                             |              |
| 9   | Rega-Merida Trzebiatów | 30 | 11 | 9  | 10 | 34     | 35     | −1    | 42  |                             |              |
| 10  | Amica Wronki1,3        | 30 | 9  | 14 | 7  | 37     | 29     | +8    | 41  | Drużyna wycofana            |              |
| 11  | Kotwica Kołobrzeg      | 30 | 10 | 8  | 12 | 43     | 47     | −4    | 38  |                             |              |
| 12  | Rodło Kwidzyn          | 30 | 11 | 4  | 15 | 34     | 42     | −8    | 37  |                             |              |
| 13  | Lech II Poznań3        | 30 | 11 | 3  | 16 | 42     | 47     | −5    | 36  | Drużyna wycofana            |              |
| 14  | Kania Gostyń2,3        | 30 | 10 | 5  | 15 | 38     | 50     | −12   | 35  | Drużyna wycofana            |              |
| 15  | Zdrój Ciechocinek      | 30 | 8  | 7  | 15 | 35     | 52     | −17   | 31  |                             |              |
| 16  | KP Police              | 30 | 7  | 5  | 18 | 34     | 48     | −14   | 26  |                             |              |

* Czołówka strzelców: 19 goli - Zbigniew Kobus (Rodło Kwidzyn),
17 goli - Kamil Jackiewicz (Kotwica Kołobrzeg),
13 goli - Paweł Posmyk (Warta Poznań),
11 goli - Mateusz Chudziński (Zdrój Ciechocinek),
10 goli - Adam Cieśliński (Toruński KP), Arkadiusz Gosik (Rega-Merida Trzebiatów), Jacek Pacyński (Jarota Jarocin) i Przemysław Sulej (Rodło Kwidzyn).

### Baraże o II ligę
| 24 czerwca 2007 | Warta Poznań  | 1:1   | Unia Janikowo     |                                                                                         |
| 17:30           | Ngamayama 88' | (0:1) | Warczachowski 35' | Poznań, Stadion przy Drodze Dębińskiej Widzów: 1 500 Sędzia: Sebastian Jarzębak (Bytom) |

| 27 czerwca 2007 | Unia Janikowo                  | 2:2   | Warta Poznań                |                                                                           |
| 17:30           | Mysiak 73' · Warczachowski 90' | (0:2) | Lewandowski 4' · Pawlak 19' | Janikowo, Stadion Miejski Widzów: 2 500 Sędzia: Włodzimierz Bartos (Łódź) |

Wynik dwumeczu – 3:3, zwycięstwo Warty dzięki większej liczbie bramek zdobytych na wyjeździe.

## Grupa III

### Drużyny
Grupa III obejmuje drużyny z województw:
- dolnośląskiego;
- lubuskiego;
- opolskiego;
- śląskiego.

W sezonie 2006/2007 za rozgrywki toczące się w tej grupie odpowiedzialny był Śląski Związek Piłki Nożnej.
| Uczestnicy poprzedniej edycji                                                                                 | Uczestnicy poprzedniej edycji | Uczestnicy poprzedniej edycji | Uczestnicy poprzedniej edycji |
| --- | ----------------------------- | ----------------------------- | ----------------------------- |
| JAS | GKS Jastrzębie                | 3                             |                               |
| GKW | Gawin Królewska Wola          | 4                             |                               |
| ROZ | Rozwój Katowice               | 5                             |                               |
| CHG | Chrobry Głogów                | 6                             |                               |
| RAK | Raków Częstochowa             | 7                             |                               |
| LZG | Lechia Zielona Góra           | 8                             |                               |
| SKG | Skalnik Gracze                | 9                             |                               |
| WAM | Walka Makoszowy               | 10                            |                               |
| ANS | Arka Nowa Sól                 | 11                            |                               |
| POG | Pogoń Świebodzin              | 12                            |                               |
| PSŁ | Polonia Słubice               | 13                            |                               |
| Spadek z II ligi 2005/2006                                                                                    |                               |                               |                               |
| SZJ | Szczakowianka Jaworzno        | 17                            |                               |
| Awans z IV ligi 2005/2006                                                                                     |                               |                               |                               |
| grupa dolnośląska                                                                                             |                               |                               |                               |
| ZA2 | Zagłębie II Lubin             | 1                             |                               |
| grupa lubuska                                                                                                 |                               |                               |                               |
| GKP | GKP Gorzów Wielkopolski       | 1                             |                               |
| grupa opolska                                                                                                 |                               |                               |                               |
| TOR | TOR Dobrzeń Wielki            | 1                             |                               |
| grupa śląska I                                                                                                |                               |                               |                               |
| KAT | GKS Katowice                  | 1                             |                               |
| Oznaczenia: - kolumna pierwsza – skróty nazw drużyn, - kolumna trzecia – miejsce zajęte w poprzednim sezonie. |                               |                               |                               |

Objaśnienia:
1. GKS Katowice wygrał baraże o awans do III ligi z BKS-em Stalą Bielsko-Biała.

### Tabela końcowa
| Lp. | Drużyna                     | M  | Z  | R  | P  | Bramki | Bramki | Różn. | Pkt | Uwagi             | Bezpośrednio                |
| --- | --------------------------- | -- | -- | -- | -- | ------ | ------ | ----- | --- | ----------------- | --------------------------- |
| 1   | GKS Jastrzębie (M) (A)      | 30 | 19 | 6  | 5  | 52     | 21     | +31   | 63  | Awans do II ligi  |                             |
| 2   | GKS Katowice (B)            | 30 | 16 | 8  | 6  | 48     | 19     | +29   | 56  | Baraże o II ligę  |                             |
| 3   | Gawin Królewska Wola        | 30 | 15 | 7  | 8  | 48     | 33     | +15   | 52  |                   |                             |
| 4   | Polonia Słubice             | 30 | 13 | 10 | 7  | 34     | 27     | +7    | 49  |                   |                             |
| 5   | Raków Częstochowa           | 30 | 12 | 11 | 7  | 43     | 30     | +13   | 47  |                   |                             |
| 6   | Rozwój Katowice             | 30 | 11 | 13 | 6  | 32     | 22     | +10   | 46  |                   |                             |
| 7   | Walka Makoszowy             | 30 | 12 | 9  | 9  | 42     | 35     | +7    | 45  |                   |                             |
| 8   | Lechia Zielona Góra         | 30 | 13 | 5  | 12 | 44     | 40     | +4    | 44  |                   |                             |
| 9   | GKP Gorzów Wielkopolski     | 30 | 10 | 13 | 7  | 31     | 23     | +8    | 43  |                   |                             |
| 10  | Chrobry Głogów              | 30 | 9  | 7  | 14 | 32     | 42     | −10   | 34  |                   |                             |
| 11  | Skalnik Gracze              | 30 | 8  | 9  | 13 | 25     | 38     | −13   | 33  |                   |                             |
| 12  | Szczakowianka Jaworzno1 (S) | 30 | 7  | 11 | 12 | 28     | 44     | −16   | 32  | Spadek do klasy A | SZJ – ZA2 1:1 ZA2 – SZJ 2:2 |
| 13  | Zagłębie II Lubin1          | 30 | 8  | 8  | 14 | 39     | 51     | −12   | 32  | Drużyna wycofana  | SZJ – ZA2 1:1 ZA2 – SZJ 2:2 |
| 14  | Pogoń Świebodzin1           | 30 | 6  | 10 | 14 | 20     | 40     | −20   | 28  |                   |                             |
| 15  | Arka Nowa Sól1              | 30 | 5  | 12 | 13 | 28     | 46     | −18   | 27  |                   |                             |
| 16  | TOR Dobrzeń Wielki (S)      | 30 | 3  | 7  | 20 | 21     | 56     | −35   | 16  | Spadek do IV ligi |                             |

* Czołówka strzelców: 16 goli - Robert Żbikowski (GKS Jastrzębie),
13 goli - Grzegorz Kuświk (Gawin Królewska Wola) i Maciej Malinowski (GKP Gorzów Wielkopolski),
12 goli - Piotr Burski (Gawin Królewska Wola),
10 goli - Emil Drozdowicz (Lechia Zielona Góra) i Tomasz Jaworski (Skalnik Gracze).

### Baraże o II ligę
Ze względu na karną degradację KSZO Ostrowiec Świętokrzyski do III ligi, drużyna, która została do niego dolosowana w barażach (GKS Katowice) uzyskała awans bez gry.
| 24 czerwca 2007 | GKS Katowice | 3:0 wo. | KSZO Ostrowiec Świętokrzyski |  |
|                 |              |         |                              |  |

| 27 czerwca 2007 | KSZO Ostrowiec Świętokrzyski | 0:3 wo. | GKS Katowice |  |
|                 |                              |         |              |  |

## Grupa IV

### Drużyny
Grupa IV obejmuje drużyny z województw:
- lubelskiego;
- małopolskiego;
- podkarpackiego;
- świętokrzyskiego.

W sezonie 2006/2007 za rozgrywki toczące się w tej grupie odpowiedzialny był Małopolski Związek Piłki Nożnej.
| Uczestnicy poprzedniej edycji                                                                                 | Uczestnicy poprzedniej edycji | Uczestnicy poprzedniej edycji | Uczestnicy poprzedniej edycji |
| --- | ----------------------------- | ----------------------------- | ----------------------------- |
| AVI | Avia Świdnik                  | 3                             |                               |
| GÓR | Górnik Wieliczka              | 4                             |                               |
| STR | Stal Rzeszów                  | 5                             |                               |
| MOT | Motor Lublin                  | 6                             |                               |
| HUT | Hutnik Kraków                 | 7                             |                               |
| SSA | Stal Sanok                    | 8                             |                               |
| SNS | Sandecja Nowy Sącz            | 9                             |                               |
| KOL | Kolejarz Stróże               | 10                            |                               |
| HET | Hetman Zamość                 | 11                            |                               |
| BUS | AKS Busko-Zdrój               | 12                            |                               |
| WMA | Wierna Małogoszcz             | 13                            |                               |
| WK2 | Wisła II Kraków               | 141                           |                               |
| Awans z IV ligi 2005/2006                                                                                     |                               |                               |                               |
| grupa lubelska                                                                                                |                               |                               |                               |
| ORP | Orlęta Radzyń Podlaski        | 1                             |                               |
| grupa małopolska wschodnia                                                                                    |                               |                               |                               |
| OKO | Okocimski KS Brzesko          | 12                            |                               |
| grupa podkarpacka                                                                                             |                               |                               |                               |
| DĘB | Wisłoka Dębica                | 1                             |                               |
| grupa świętokrzyska                                                                                           |                               |                               |                               |
| KO2 | Korona II Kielce              | 1                             |                               |
| Oznaczenia: - kolumna pierwsza – skróty nazw drużyn, - kolumna trzecia – miejsce zajęte w poprzednim sezonie. |                               |                               |                               |

Objaśnienia:
1. W związku z wycofaniem się HEKO Czermno (spadkowicza z II ligi) z uczestniczenia w rozgrywkach III ligi w sezonie 2006/2007, utrzymała się Wisła II Kraków[1].
2. Okocimski KS Brzesko wygrał baraże o awans do III ligi z Puszczą Niepołomice.

### Tabela końcowa
| Lp. | Drużyna                | M  | Z  | R  | P  | Bramki | Bramki | Różn. | Pkt | Uwagi             | Bezpośrednio                |
| --- | ---------------------- | -- | -- | -- | -- | ------ | ------ | ----- | --- | ----------------- | --------------------------- |
| 1   | Motor Lublin (M) (A)   | 30 | 19 | 5  | 6  | 59     | 25     | +34   | 62  | Awans do II ligi  |                             |
| 2   | Kolejarz Stróże (B)    | 30 | 15 | 9  | 6  | 43     | 24     | +19   | 54  | Baraże o II ligę  | KOL – GÓR 0:0 GÓR – KOL 0:2 |
| 3   | Górnik Wieliczka       | 30 | 16 | 6  | 8  | 42     | 27     | +15   | 54  |                   | KOL – GÓR 0:0 GÓR – KOL 0:2 |
| 4   | Orlęta Radzyń Podlaski | 30 | 15 | 6  | 9  | 37     | 23     | +14   | 51  |                   |                             |
| 5   | Stal Rzeszów           | 30 | 15 | 5  | 10 | 58     | 31     | +27   | 50  |                   |                             |
| 6   | Korona II Kielce1      | 30 | 14 | 7  | 9  | 56     | 37     | +19   | 49  | Drużyna wycofana  |                             |
| 7   | Hutnik Kraków          | 30 | 14 | 6  | 10 | 44     | 31     | +13   | 48  |                   |                             |
| 8   | Okocimski KS Brzesko   | 30 | 14 | 5  | 11 | 38     | 30     | +8    | 47  |                   |                             |
| 9   | Wisłoka Dębica         | 30 | 12 | 10 | 8  | 44     | 34     | +10   | 46  |                   |                             |
| 10  | Sandecja Nowy Sącz     | 30 | 10 | 9  | 11 | 26     | 30     | −4    | 39  |                   |                             |
| 11  | Hetman Zamość          | 30 | 9  | 11 | 10 | 33     | 34     | −1    | 38  |                   |                             |
| 12  | Wierna Małogoszcz      | 30 | 10 | 7  | 13 | 23     | 35     | −12   | 37  |                   |                             |
| 13  | Avia Świdnik           | 30 | 8  | 8  | 14 | 26     | 34     | −8    | 32  |                   |                             |
| 14  | Wisła II Kraków (S)    | 30 | 9  | 4  | 17 | 35     | 49     | −14   | 31  | Spadek do IV ligi |                             |
| 15  | Stal Sanok (S)         | 30 | 2  | 8  | 20 | 18     | 50     | −32   | 14  | Spadek do IV ligi | SSA – BUS 1:3 BUS – SSA 0:3 |
| 16  | AKS Busko-Zdrój2       | 30 | 4  | 2  | 24 | 18     | 106    | −88   | 14  | Drużyna wycofana  | SSA – BUS 1:3 BUS – SSA 0:3 |

* Czołówka strzelców: 14 goli - Łukasz Szczoczarz (Stal Rzeszów),
12 goli - Piotr Prędota (Motor Lublin) i Mateusz Wolański (Wisłoka Dębica),
11 goli - Daniel Koczon (Motor Lublin),
10 goli - Piotr Chlipała (Kolejarz Stróże), Rafał Policht (Okocimski KS Brzesko) i Damian Wolański (Stal Rzeszów).
Źródło

### Baraże o II ligę
| 24 czerwca 2007 | Kolejarz Stróże   | 2:0   | Stal Stalowa Wola |                                                                               |
| 17:30           | Chlipała 38', 86' | (1:0) |                   | Stróże, Stadion Kolejarza Widzów: 2 000 Sędzia: Artur Radziszewski (Warszawa) |

| 27 czerwca 2007 | Stal Stalowa Wola                                  | 4:0   | Kolejarz Stróże |                                                                               |
| 17:30           | Gęśla 35', 79' · Pałkus 52' · Berliński 60' (sam.) | (1:0) |                 | Stalowa Wola, Stadion MOSiR Widzów: 5 000 Sędzia: Mirosław Górecki (Katowice) |

Wynik dwumeczu – 4:2 dla Stali.